# Alliance pour le Mexique

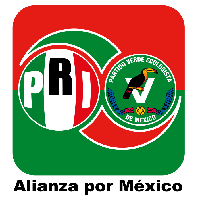

L'Alliance pour le Mexique de 2006 est une coalition électorale composée par le parti révolutionnaire institutionnel et le parti vert écologiste du Mexique pour les élections de 2006 ; son candidat pour la présidentielle est Roberto Madrazo Pintado.
Ce nom est le même que celui d'une autre coalition formée en 2000, Alliance pour le Mexique (2000) qui présenta comme candidat Cuauhtémoc Cárdenas Solórzano qui dirigeait le parti de la révolution démocratique (PRD).
La coalition du PRI et du PVEM pour l'élection présidentielle s'ajoute à une série de coalitions entre les deux partis qui ont lieu depuis 2002 lorsque le PVEM s'est séparé du PAN avec lequel il s'était allié lors des élections de 2000.